# Dale Coyne Racing
Dale Coyne Racing je američka automobilistička momčad koja se trenutno natječe u IndyCar prvenstvu.
Momčad su osnovali bivši vozač Dale Coyne, i američki ragbi igrači Walter Payton 1984.,a sjedište momčadi nalazi se u Plainfieldu u Illinoisu. U svojim počecima, momčad je nosila ime Payton/Coyne Racing.
U prvoj sezoni, momčad se uspjela tek jednom kvalificirati za utrku. Prvi podij ostvario je Brazilac Roberto Moreno na 500 milja Indianapolisa 1996., a prvu pobjedu Britanac Justin Wilson na Watkins Glenu 2009. Trenutno za momčad voze Sébastien Bourdais i Ed Jones.

## Najznačajni vozači
- Romain Grosjean (2021.)
- Pietro Fittipaldi (2018.,2021.)
- Sébastien Bourdais (2011., 2017. – 2019.)
- Ed Jones (2017.,2021.)
- Dale Coyne (1984. – 1989., 1991.)
- Buddy Lazier (1991., 1995.)
- Paul Tracy (1991.)
- Andrea Montermini (1994.)
- Roberto Moreno (1996. – 1997.)
- Cristiano da Matta (2006.)
- Justin Wilson (2009., 2012. – 2014.)
- Mike Conway (2013.)
- Carlos Huertas (2014. – 2015.)

## Vanjske poveznice
- Službena stranica
- IZOD IndyCar Series Team Page